# Pseudoalogeno
Il termine pseudoalogeno fu introdotto nel 1925
per designare alcuni radicali, principalmente diatomici e triatomici, come ad esempio CN, SCN, SeCN, OCN e N3, che mostrano proprietà intrinseche e comportamenti chimici analoghi a quelli degli alogeni.

## Proprietà
Le energie di ionizzazione di questi radicali sono alte, confrontabili con quelle degli alogeni; le affinità elettroniche, che qui sono di maggiore interesse, vanno da un massimo di 3,86 eV per CN a 2,68 eV per N3, mentre per gli alogeni l'intervallo è da 3,61 eV per Cl a 3,06 eV per I. Come gli alogeni, questi pseudoalogeni sono specie molto elettronegative, le loro elettronegatività di gruppo, in base alla media delle energie di ionizzazione ed affinità elettroniche viste sopra (elettronegatività di Mulliken) sono anch'esse paragonabili a quelle degli alogeni.

## Reattività
Per quanto riguarda la reattività, in particolare questi gruppi possono:
- formare anioni mononegativi X− detti pseudoalogenuri, come CN−, SCN−, SeCN– OCN−, N3−
- formare idracidi HX, come HCN o HN3. Normalmente gli acidi pseudoalogenidrici non sono acidi forti e c'è un ampio ventaglio di il pKa: quello di HSCN è ≈ 1, quello di HCNO è ≈ 4, quello di HN3 è ≈ 5,  mentre quello di HCN è ≈ 9
- formare specie neutre X2,[6] come il cianogeno (CN)2 e il tiocianogeno (SCN)2
- dismutare in presenza di basi, come nella reazione[6]

(CN)2 + 2 OH−  →  CN− + OCN− + H2O
- formare sali insolubili con alcuni ioni metallici,[6] come AgN3 e CuCN
- formare ioni complessi omolettici,[6] come [Ag(CN)2]−, [Au(CN)2]−, [Hg(SCN)3]−, [Ni(CN)4]2−, [Zn(SCN)4]2−, [Pd(SCN)4]2−, [Fe(CN)6]4− e [Fe(CN)6]3− e partecipare come ligandi in svariati altri complessi al posto di alogenuri; a tal proposito, occorre dire che tutti gli pseudoalogenuri menzionati sono potenzialmente bidentati.[6]
- formare composti inter-pseudoalogeni, come F-CN,[7] Cl-CN, Br-CN,[8] I-CN[9] (alogenuri di cianogeno),[10] F-N3, NC-N3,[11] NC-SCN (o S(CN)2).[12]

Non sempre un dato pseudoalogeno manifesta tutti questi tipi di reattività. Ad esempio, gli acidi HSCN e HOCN, noti in soluzione acquosa, non si possono ottenere puri, e non sono note le molecole NCO−OCN, N3-N3.